# روشنایی کلسیم

روشنایی کلسیم یا روشنایی دروموند (Drummond light) یا روشنایی آهکی (Limelight)، یک نوع روشنایی صحنه است که نخستین بار در تئاتر و سالن‌های موسیقی استفاده شد. روشنایی شدید این لامپ‌ها وقتی پدید می‌آید که شعلهٔ اکسی هیدروژن به سمت یک استوانه از جنس اکسید کلسیم یا آهک سریع هدایت می‌شود. این استوانه می‌تواند پیش از ذوب شدن تا دمای ۲۵۷۲ درجهٔ سانتیگراد داغ شود. با اینکه این لامپ‌ها خیلی وقت است که با لامپ‌های برقی جایگزین شده‌اند اما همچنان در فرهنگ عامیانهٔ زبان انگلیسی اصطلاح آنها وجود دارد.

## پیشینه
توان ایجاد این روشنایی شدید توسط مواد آهکی نخستین بار از سوی گلدزورثی گرنی دانشمند بریتانیایی شناسایی شد. پس از آن در سال ۱۸۲۵ مهندس اسکاتلندی به نام توماس دروموند (۱۷۹۷ تا ۱۸۴۰) دریافت که می‌توان از این روشنایی شدید در مطالعات صحرایی استفاده کرد. دروموند یک نسخهٔ کارامد از این لامپ‌ها را در سال ۱۸۲۶ ساخت از این رو این روشنایی، روشنایی دروموند نام گرفت.
اوایل از روشنایی آهکی در نمایش‌های خیابانی استفاده می‌شد هنگامی که هرن بی پایر در سه اکتبر ۱۸۳۶ خواست صحنهٔ نمایش یک جادوگر را روشن کند.
نخستین بار به طور رسمی از این روشنایی‌ها در سال ۱۸۳۷ برای روشن کردن تالار اپرای سلطنتی لندن استفاده شد و پس از آن در دههٔ ۱۸۶۰ تا ۱۸۷۰ استفاده از این روشنایی در سراسر جهان فراگیر شد. همچنین این روشنایی‌ها برای روشنایی نقطه‌ای یک خواننده یا نوازنده که به تنهایی اجرا می‌کرد هم کاربرد داشت در اواخر سدهٔ ۱۹ میلادی لامپ قوسی جایگزین روشنایی کلسیم شد.